# 舒尔特·阿尔斯
舒尔特·阿尔斯（荷蘭語：Sjoerd Ars，1984年4月15日—），是一名荷兰职业足球运动员，司职前锋。现在效力于土耳其足球甲级联赛球队卡尔西亚卡。

## 俱乐部生涯
阿尔斯在DVC'26接受专业足球训练，之后被荷甲巨人费耶诺德选中，加入费耶诺德的青训体系，但却没有能够进入一线队。他在格拉夫夏普开始职业足球生涯。2005年，阿尔斯转投刚刚转为职业俱乐部的荷兰乙级联赛球队阿尔梅勒城。在2005/06赛季，阿尔斯出场36次，进球17个。之后他又在前进之鹰和RBC罗森达尔各效力两个赛季。在两家俱乐部他都留下联赛出场74次进球33个的记录。2010年，阿尔斯转投荷乙球队兹沃勒。他在联赛前10轮取得11个进球，最后以33次出场28个进球结束2010/11赛季。
2011年6月23日，阿尔斯来到保加利亚足球甲级联赛球队索菲亚列夫斯基，并在次日和球队签约三年。7月28日，他在和特纳瓦斯巴达的联赛比赛中替补出场，完成在保加利亚的首秀，他在这场比赛中打进致胜球，帮助索菲亚列夫斯基2比1击败对手。阿尔斯在2011/12赛季上半程出场14次，取得6个进球。
2012年1月，阿尔斯租借加盟中国足球超级联赛球队天津泰达一个赛季，如果赛季结束后泰达愿意留用阿尔斯，他将正式转会到天津泰达并再效力两个赛季。阿尔斯在前半赛季进球率很高，下半赛季一度改打边前卫，威力有所减弱，2012赛季出场29次，射进13球，是球队的最佳射手。赛季结束后，天津泰达并没有留用他的计划，阿尔斯在2013年2月租借到土耳其足球甲级联赛球队科尼亚体育。阿尔斯在加盟球队之初表现出色，前4场比赛即射进6球，但之后没有太出色的表现，赛季结束后，科尼亚体育宣布不会和阿尔斯签约。
2013年7月，阿尔斯转会加盟另一支土甲球队卡尔西亚卡。